# Father and Son (phim 2003)
Otets i syn (tiếng Nga: Отец и сын, tiếng Anh: Father and Son) là một bộ phim truyền hình Nga năm 2003 của đạo diễn Alexander Sokurov. Nó đã được đưa vào Liên hoan phim Cannes 2003.

## Nội dung
Một người cha và con trai của ông, ông Koutsei sống cùng nhau trong một căn hộ trên tầng thượng ở một thành phố biển không xác định. Người cha là một cựu chiến binh và Aleksei theo học trường quân sự để nghiên cứu y học. Họ đã sống một mình trong nhiều năm trong thế giới riêng của họ. Đôi khi họ có vẻ như anh em. Đôi khi còn thích người yêu. Mặc dù biết rằng tất cả các con trai một ngày nào đó phải sống cuộc sống của riêng mình, nhưng Mitchsei bị xung đột. Người cha biết mình nên chấp nhận một công việc tốt hơn ở một thành phố khác, có lẽ là tìm kiếm một người vợ mới.
Bộ phim bắt đầu bằng cách cho thấy Người cha an ủi con trai của mình, ông Koutsei, người vừa gặp ác mộng. Theo con đường của cha mình, Aleksei theo học trường quân sự. Anh ấy thích thể thao, có xu hướng vô trách nhiệm và có vấn đề với bạn gái, người ghen tị với mối quan hệ thân thiết của Mitchsei với cha mình. Cuối cùng cô chia tay anh. Vào cuối tuần, Fyodor đến thăm Cha, người phục vụ cùng cha mình trong quân đội, để điều tra vụ mất tích bí ẩn sau đó. Fyodor đã tiết lộ với Aleksei rằng anh ta cũng đã đến thăm tối hôm trước, nhưng Người cha đã không nói với Aleksei về điều đó. Aleksei chỉ cho Fyodor quanh thành phố và đi xe điện, và Fyodor quyết định đi đến ga xe lửa một mình và các bộ phận với Aleksei. Sau đó, Aleksei đến thăm bạn gái cũ của anh ấy tại địa điểm của cô ấy, nói với cô ấy rằng anh ấy có một giấc mơ về việc họ có một đứa con chung. Bộ phim kết thúc với cảnh Người cha đơn độc trên sân thượng phủ đầy tuyết.

## Diễn viên
- Andrei Shchetinin vai cha
- Aleksei Neymyshev vai Aleksei, con trai
- Aleksandr Razbash vai Sasha, hàng xóm
- Fyodor Lavrov vai Fyodor
- Marina Zasukhina vai cô gái

## Giải thưởng
| Lễ hội               | Thể loại       | Người nhận và người được đề cử | Kết quả   |
| -------------------- | -------------- | --- | --------- |
| Cannes Film Festival | FIPRESCI Award | Aleksandr Sokurov (For brilliant images and the director's original way of depicting the powerful bond that unites a father and a son.) | Đoạt giải |
| Cannes Film Festival | Palme d'Or     | Aleksandr Sokurov | Đề cử     |